# Didier Pobel
Didier Pobel est un poète, romancier et critique littéraire français né en 1952 à Bény, dans l'Ain. Après avoir publié ses premiers textes à 22 ans, il collabore à Esprit, puis à La Nouvelle Revue française de 1988 à 1995, sous l'égide de Jacques Réda. Après avoir enseigné quelque temps, il se consacre par la suite au journalisme et à la critique littéraire, principalement au Dauphiné Libéré, parallèlement à son activité d'écrivain. Il est membre des jurys des prix Kowalski de la Ville de Lyon et des Vendanges littéraires de Rivesaltes. Ses poèmes ont été traduits en plusieurs langues dont l'allemand, l'italien, le roumain et le hongrois. Également auteur de textes de chansons mis en musique par Jean René.

### Recueils poétiques
- Au sang des mots, collection "Initiales", Saint-Germain-des-Prés, 1974.
- L'Éternité ne dure que cinq minutes tous les jours, Henry Fagne (Belgique), 1977.
- Le Chemin frayé, Le Dé bleu, 1978.
- Les Nulles Parts, Subervie, prix Voronca 1983.
- Liaisons intérieures et autres lignes, Cheyne éditeur, Prix Kowalski, 1990 (Réédition en 1997).
- Fêlures d'avril, avec des encres de Philippe Louisgrand, Jean-Pierre Huguet éditeur, 2009.
- La Vie blanche, avec une gravure d'Yves Gemain, Éditions Ex Aequo, 2010, réédition 2015.
- Un long silence pâle, Pré#Carré éditeur, 2013.

### Roman et récit
- Couleur de rocou, roman, Le Temps qu'il fait, 2012.
- Un beau soir l'avenir, récit, La Passe du vent, 2014.

### Ouvrages pour la jeunesse
- Maman aime danser, roman à partir de 13 ans, couverture de Chiara Fedele, éditions Bulles de Savon (distribution Flammarion), 2016. Prix Danielle-Grondein remis lors des Journées du Livre jeunesse aux Pennes-Mirabeau (Bouches-du-Rhône) en novembre 2017.
- Couleur cerise, album poétique pour les très jeunes, illustrations d'Anna Forlati, éditions Bulles de Savon (distribution Flammarion), 2016.
- Je volais je le jure, roman à partir de 13 ans, couverture de Chiara Fedele, éditions Bulles de Savon (distribution Flammarion), 2017.

### Livres d'art
- Les Pierres blanches, poèmes avec des gravures de Marc Pessin, Le Verbe et l'empreinte, 1977.
- C'est un soir..., poème sur des pages peintes par Martine Jaquemet, Maison Michel-Butor, Lucinges (Haute-Savoie), 2018.

### Essai
- L'Enfance éternelle de / chez Saint-Exupéry, conférence, Université Populaire Tarentaise Vanoise, 2015.

### Nouvelles
- Tous les chagrins porteurs de lance, nouvelles, Le Temps qu'il fait, 2019.

### Beau Livre
- Païolive Le bois des fées (En Ardèche du Sud), le texte intitulé Nous irons au bois accompagne les photographies d'Helmut Krackenberger, collection Krackenberger, 2021.